# Rino Benedetti
Pour les articles homonymes, voir Benedetti.
Rino Benedetti (né le 18 novembre 1928 à Ponte Buggianese, dans la province de Pistoia en Toscane - mort le 14 juin 2002 à Lucques) est un coureur cycliste italien, dont la carrière se déroule dans les années 1950 et au début des années 1960.

## Biographie
Rino Benedetti a remporté des étapes sur les trois grands tours.

## Palmarès
- 1947
  - 3e de la Coppa Pietro Linari
- 1948
  - 2e de la Coppa Pietro Linari
- 1949
  - Giro delle Due Provincie di Marciana
- 1950
  - Gran Premio Industria e Commercio di Quarrata
  - Gran Premio Montanino
- 1951
  - Giro del Mendrisiotto
  - Grand Prix Ceramisti
  -  Médaillé d'argent du championnat du monde sur route amateurs
- 1952
  - Champion de Toscane des indépendants
  - 8e étape du Tour d'Italie
  - Coppa Gori
  - Gran Premio Colli Pistoiesi
- 1953
  - 3eb et 4e étapes du Tour de Sicile
  - Grand Prix de l'industrie et du commerce de Prato
  - Coppa Pietro Linari
  - Coppa Desideri
  - Coppa Mobilieri & Ceramisti
  - 2e du Tour de Romagne
- 1954
  - Coppa Sabatini
  - 2e des Trois vallées varésines
  - 2e du Tour d'Émilie
- 1955
  -  Champion d'Italie sur route des indépendants
  - Trofeo Fenaroli
  - Tour de la province de Reggio de Calabre
  - 8e et 16e étapes du Tour d'Italie
- 1956
  - 2eb étape du Tour d'Italie (contre-la-montre par équipes)
  - 3e du Tour d'Émilie
- 1957
  - 9e étape du Tour d'Espagne
- 1958
  - 2e et 4e étapes du Tour de Suisse
  - 2e et 4e étapes du Tour de Sicile
- 1959
  - Coppa Sabatini
  - Tour de Vénétie
  - Tour de Campanie
  - 10e étape du Tour d'Italie
  - 2e de la Coppa Sabatini
  - 2e du Tour de la province de Reggio de Calabre
  - 9e du Tour de Lombardie
- 1960
  - 2e du championnat d'Italie sur route
  - 2e des Trois vallées varésines
  - 3e du Tour de Romagne
  - 3e de Sassari-Cagliari
  - 10e du Tour de Lombardie
- 1961
  - Trofeo Fenaroli
  - 1re étape des Quatre Jours de Dunkerque
  - GP Quarrata
  - 2e du Tour de Romagne
  - 3e de Milan-San Remo
  - 3e du Tour de Toscane
- 1962
  - 22e étape du Tour de France
  - 1re étape du Tour de Catalogne
  - 2e de Vérone-San Pellegrino
- 1963
  - 2e du Trophée Matteotti

## Résultats sur les grands tours

### Tour de France
2 participations
- 1955 : 42e
- 1962 : 63e, vainqueur de la 22e étape

### Tour d'Italie
12 participations
- 1952 : 48e, vainqueur de la 8e étape
- 1953 : abandon
- 1954 : 34e
- 1955 : 49e, vainqueur des 8e et 16e étapes
- 1956 : 18e, vainqueur de la 2eb étape (contre-la-montre par équipes)
- 1957 : abandon
- 1958 : 37e
- 1959 : 23e, vainqueur de la 10e étape
- 1960 : 18e, vainqueur du classement des sprints intermédiaires
- 1961 : abandon
- 1962 : 30e
- 1963 : 39e

### Tour d'Espagne
1 participation
- 1957 : 36e, vainqueur de la 9e étape